# 平岡裕治
平岡 裕治（ひらおか ゆうじ、1939年（昭和14年）11月22日 - 2023年（令和5年）11月6日）は、日本の元航空自衛官。鹿児島県出身。第24代航空幕僚長。

## 人物
平岡空将は他県人が抱く「薩摩隼人」のイメージを体現したような人物で、部下をしていると維新の志士と言うよりも藩主・島津斉彬に仕えているような気分になった。航空幕僚監部を舞台にしたTBSの「空飛ぶ広報室」でモト冬樹が演じた浅野航空幕僚長は平岡空将がモデルなのではないかと言われている。ちなみに1998年長野オリンピックの開会式でのブルーインパルスの展示飛行の特集番組には本人が登場していた。
また「航空自衛隊で最もダンディな将官」と呼ばれていて航空幕僚監部監理部総務課長の時には陸海の担当者と協議して「制服は官給品」と言う原則を打ち破って隊員が直営売店で自費購入するジャンバーとセーターの簡易服を制定している。
そんなダンディズムを発揮したのが第1航空団司令兼浜松基地司令になった時で、門に立つ警衛隊員と食堂の調理員の服装を変更させた。担当の航空幕僚監部監理部には「変更を検討するための試行」として認めさせて警備の管理隊と食堂の業務隊に検討させたが業務隊は浜松市内のレストランを回ってシェフのユニフォームを撮影して帰り、比較検討して納入業者を調べて解決したが、管理隊は制服への装着品を変更するしかなかった。しかし、当時の警備小隊長は型にはまらぬ発想の持ち主だったためベレー帽（陸上自衛隊の略帽）と白の帯革、アメリカ軍式の腕章の左腕着用を決めた。すると平岡基地司令も若い頃にF-104Jの導入に伴い武装幹部としてF-104Gを運用する西ドイツに留学したことがあり、ベレー帽を愛用していたので自ら被り方を指南しただけでなく、朝夕の通門時には司令車の窓から整列している警衛隊員に「お前が一番似合っている」と声をかけて定着に協力した。一方、食堂では部外者との会食に際して一流レストランのシェフのように調理長を紹介する習慣を作った。
南西混成団司令に就任する時、沖縄では島津による侵攻と支配の歴史を恨み続けているので鹿児島県人では上手くいかないのではないかと心配されていたが、持ち前の人間的魅力で多大な実績を上げた。特に在任中に発生した第三次台湾海峡危機（台湾総統選挙を前に中国が台湾海峡でミサイル実験を連続させた）では鹿児島県人らしく泰然自若として指揮を執った。

## 略歴
- 1964年（昭和39年）3月：防衛大学校卒業（第8期）、航空自衛隊に入隊
- 1975年（昭和50年）7月：3等空佐
- 1979年（昭和54年）1月：2等空佐
- 1983年（昭和58年）
  - 7月1日：1等空佐
  - 8月1日：航空自衛隊第3補給処企画課長
- 1985年（昭和60年）8月1日：航空幕僚監部防衛部防衛課業務計画班長
- 1987年（昭和62年）3月16日：第3航空団基地業務群司令
- 1988年（昭和63年）3月16日：航空幕僚監部監理部総務課広報室長
- 1989年（平成元年）
  - 3月16日：航空幕僚監部監理部総務課長
  - 6月30日：空将補に昇任
- 1991年（平成03年）3月20日：航空自衛隊補給本部幹事
- 1992年（平成04年）6月16日：第1航空団司令兼浜松基地司令
- 1993年（平成05年）7月1日：統合幕僚会議事務局第1幕僚室長
- 1994年（平成06年）7月1日：空将に昇任、南西航空混成団司令
- 1996年（平成08年）3月25日：航空幕僚副長
- 1997年（平成09年）12月8日：第24代 航空幕僚長に就任
- 1999年（平成11年）7月9日：退官
- 2012年（平成24年）4月29日：瑞宝重光章[2]
- 2023年（令和05年）11月6日：逝去（83歳没）。叙・正四位[3]。

## 栄典
- レジオン・オブ・メリット・オフィサー - 1995年（平成7年）10月18日
- レジオン・オブ・メリット・コマンダー - 1999年（平成11年）2月16日
- 瑞宝重光章 - 2012年（平成24年）4月29日